# Stazione di Verginese
La stazione di Verginese è una fermata ferroviaria posta sulla ferrovia Portomaggiore-Dogato, gestita dalle Ferrovie Emilia Romagna. Sorge presso la Delizia del Verginese, nel territorio comunale di Portomaggiore.

## Storia
Il servizio ferroviario nella fermata venne attivato contemporaneamente alla linea, il 3 ottobre 2016.
Dopo meno di un anno, il 18 giugno 2017, il servizio sulla linea è stato sospeso a causa della scarsa frequentazione dei treni. La fermata rimase di conseguenza priva di traffico.

## Strutture ed impianti
La fermata sorge in aperta campagna, nelle immediate adiacenze della delizia del Verginese. Essa presenta una struttura particolarmente semplice: è costituita da una semplice banchina, di notte illuminata da sei lampioni ma non coperta in caso di maltempo, a servizio dell'unico binario presente. Non esistono servizi, ad eccezione di un tabellone informativo per i passeggeri.

## Movimento
Il servizio passeggeri era costituito dai treni della relazione Portomaggiore-Dogato, effettuati da TPER nell'ambito del contratto di servizio stipulato con la regione Emilia-Romagna.